# Atletisme als Jocs Olímpics d'Estiu de 1912 - cros individual masculí

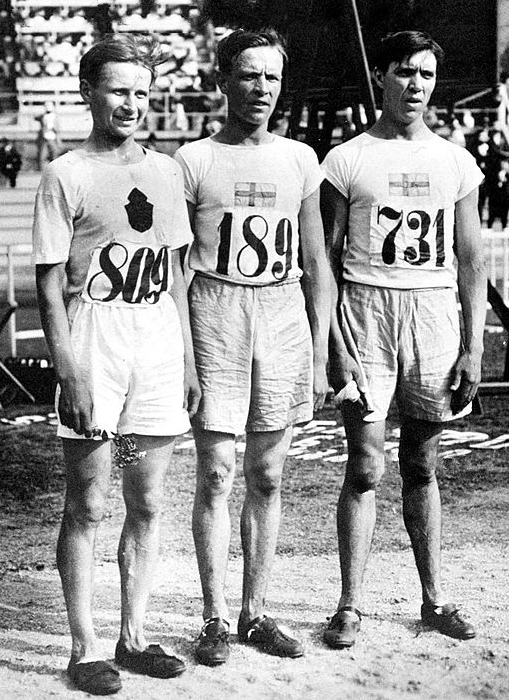
Hannes Kolehmainen, Hjalmar Andersson i John Eke.

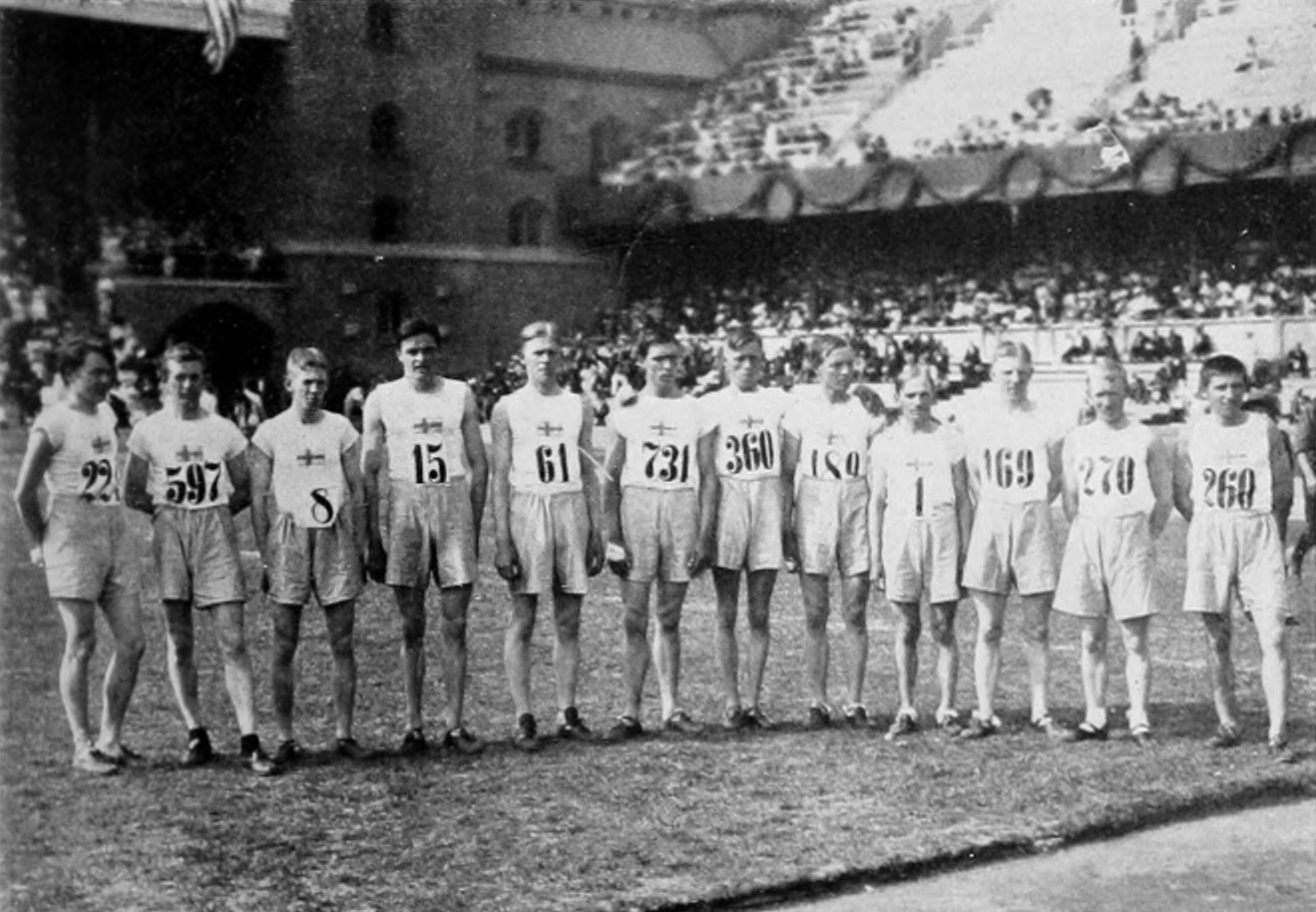
Participants suecs en la prova de cros.

El cros individual masculí va ser una de les proves del programa d'atletisme disputades durant els Jocs Olímpics d'Estocolm de 1912. La prova es va disputar el dilluns 15 de juliol de 1912 i hi van prendre part 45 atletes de 9 nacions diferents. Era la primera vegada que es disputava aquesta prova.

## Medallistes
| Or                       | Plata                   | Bronze         |
| Hannes Kolehmainen (FIN) | Hjalmar Andersson (SWE) | John Eke (SWE) |

## Resultats
Els tres primers atletes classificats de cada país en acabar la cursa puntuen per a la classificació per equips.
| Pos. | Atleta                     | Temps    |
| ---- | -------------------------- | -------- |
| 1    | Hannes Kolehmainen (FIN)   | 45:11.6  |
| 2    | Hjalmar Andersson (SWE)    | 45:44.8  |
| 3    | John Eke (SWE)             | 46:37.6  |
| 4    | Jalmari Eskola (FIN)       | 46:54.8  |
| 5    | Josef Ternström (SWE)      | 47:07.1  |
| 6    | Albin Stenroos (FIN)       | 47:23.4  |
| 7    | Ville Kyrönen (FIN)        | 47:32.0  |
| 8    | Len Richardson (RSA)       | 47:33.5  |
| 9    | Brynolf Larsson (SWE)      | 47:37.4  |
| 10   | Johan Sundkvist (SWE)      | 47:40.0  |
| 11   | Viljam Johansson (FIN)     | 48:03.0  |
| 12   | Harry Hellawell (USA)      | 48:12.0  |
| 13   | Klas Lundström (SWE)       | 48:45.4  |
| 14   | Lauritz Christiansen (DEN) | 49:06.4  |
| 15   | Frederick Hibbins (GBR)    | 49:18.2  |
| 16   | Ernest Glover (GBR)        | 49:53.7  |
| 17   | Bror Fock (SWE)            | 50:15.8  |
| 18   | Thomas Humphreys (GBR)     | 50:28.0  |
| 19   | Olaf Hovdenak (NOR)        | 50:40.8  |
| 20   | Parelius Finnerud (NOR)    | 51:16.2  |
| 21   | Gustav Carlén (SWE)        | 51:26.8  |
| 22   | Johannes Andersen (NOR)    | 51:47.4  |
| 23   | Viggo Petersen (DEN)       | 53:00.8  |
| 24   | Louis Scott (USA)          | 53:51.4  |
| 25   | Väinö Heikkilä (FIN)       | 54:08.0  |
| 26   | Gerhard Topp (DEN)         | 54:24.9  |
| 27   | Gregor Vietz (GER)         | 54:40.6  |
| 28   | Steen Rasmussen (DEN)      | 55:27.0  |
| —    | Holger Baden (DEN)         | Abandona |
| —    | Tell Berna (USA)           | Abandona |
| —    | George Bonhag (USA)        | Abandona |
| —    | Jean Bouin (FRA)           | Abandona |
| —    | Joe Cottrill (GBR)         | Abandona |
| —    | Nils Dahl (NOR)            | Abandona |
| —    | Fritz Danild (DEN)         | Abandona |
| —    | Matti Harju (FIN)          | Abandona |
| —    | Edvin Hellgren (SWE)       | Abandona |
| —    | Karl Jensen (DEN)          | Abandona |
| —    | John Klintberg (SWE)       | Abandona |
| —    | William Kramer (USA)       | Abandona |
| —    | Axel Lindahl (SWE)         | Abandona |
| —    | Aarne Lindholm (FIN)       | Abandona |
| —    | Henrik Nordström (SWE)     | Abandona |
| —    | Emmerich Rath (AUT)        | Abandona |
| —    | William Scott (GBR)        | Abandona |